# 九十六號公路：0 英里
《九十六號公路：0 英里》是2023年4月4日發行推出的敘事類动作冒险游戏，為《九十六號公路》的前傳。游戏由法國工作室DigixArt開發，由Ravenscourt發行。作品故事背景設定在虛構獨裁國家皮特拉，玩家扮演佐伊和凱多兩名青少年，體驗在威權主義國家富人區與窮人區生活的差別，並且講述了佐伊離家出走的原因。遊戲評價中庸。

## 評價
根據評論匯總網站Metacritic，《九十六號公路：0 英里》評價屬「褒貶不一或中庸」。

## 外部連結
Ravenscourt的官方網站